# ISO 3166-2:IN
کد ISO 3166-2:IN بخشی از استاندارد ایزو ۳۱۶۶ برای کشور هند است که توسط سازمان بین‌المللی استانداردسازی ISO تنظیم شده‌است این سازمان، کدهای استاندارد را برای تقسیمات کشوری (ایالتها یا استانهای) کشورهای فهرست شده در استاندارد ایزو ۳۱۶۶-۱ تعریف می‌کند.
هر کد شامل دو بخش می‌گردد که توسط علامت - جدا می‌گردند.
- بخش نخست IN که در ایزو ۳۱۶۶-۱ آلفا-۲ کد کشور هند است.
- بخش دوم شامل یک یا دو یا سه حرف است که بیان‌کننده استان یا ایالت کشور هند می‌باشد.

## کدها
| کدها  | تقسیمات کشوری           | نوع              |
| ----- | ----------------------- | ---------------- |
| IN-AP | آندرا پرادش             | ایالت            |
| IN-AR | آروناچال پرادش          | ایالت            |
| IN-AS | آسام                    | ایالت            |
| IN-BR | بیهار                   | ایالت            |
| IN-CT | چتیسگر                  | ایالت            |
| IN-GA | گوا                     | ایالت            |
| IN-GJ | گجرات                   | ایالت            |
| IN-HR | هاریانا                 | ایالت            |
| IN-HP | هیماچال پرادش           | ایالت            |
| IN-JK | جامو و کشمیر            | ایالت            |
| IN-JH | جارکند                  | ایالت            |
| IN-KA | کارناتاکا               | ایالت            |
| IN-KL | کرالا                   | ایالت            |
| IN-MP | مادایا پرادش            | ایالت            |
| IN-MH | مهاراشترا               | ایالت            |
| IN-MN | مانیپور                 | ایالت            |
| IN-ML | مگالایا                 | ایالت            |
| IN-MZ | میزورام                 | ایالت            |
| IN-NL | ناگالند                 | ایالت            |
| IN-OR | اوریسا                  | ایالت            |
| IN-PB | پنجاب (هند)             | ایالت            |
| IN-RJ | راجستان                 | ایالت            |
| IN-SK | سیکیم                   | ایالت            |
| IN-TN | تامیل نادو              | ایالت            |
| IN-TR | تریپورا                 | ایالت            |
| IN-UL | اوتاراکند               | ایالت            |
| IN-UP | اوتار پرادش             | ایالت            |
| IN-WB | بنگال غربی              | ایالت            |
| IN-AN | جزایر آندامان و نیکوبار | قلمروهای اتحادیه |
| IN-CH | چندی‌گر                  | قلمروهای اتحادیه |
| IN-DN | دادرا و ناگار هاولی     | قلمروهای اتحادیه |
| IN-DD | دامان و دیو             | قلمروهای اتحادیه |
| IN-DL | دهلی                    | قلمروهای اتحادیه |
| IN-LD | لاکشادویپ               | قلمروهای اتحادیه |
| IN-PY | پودوچری                 | قلمروهای اتحادیه |